# Austin-Healey Sprite

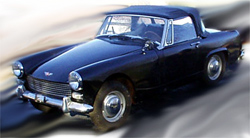
Austin Healey Sprite Mk III

Austin Healey Sprite är en sportbil, tillverkad av den brittiska biltillverkaren Austin Healey mellan 1958 och 1971.

## Bakgrund
I mitten av femtiotalet fick Donald Healey uppgiften att ta fram en liten billig sportbil, baserad på småbilen Austin A30. 
Det mesta av tekniken hämtades från Austinbilen, såsom kraftöverföring och hjulupphängning. Kuggstångsstyrningen kom från Morris Minor.

## Sprite Mk I (AN5)
Tillverkningen av den lilla sportbilen startade 1958 i MG-fabriken i Abingdon, dit produktionen av alla Austin-Healey nu flyttats. Karossen var mycket enkel och saknade bagagelucka och vevbara sidofönster i dörrarna. Suffletten bestod av en sats stänger och ett stycke tyg som måste byggas upp som ett litet tält varje gång man råkade ut för en regnskur. Hela fronten var pressad i ett stycke, där motorhuv, framskärmar och kylarmaskering öppnades framåt. Strålkastarna skulle från början ha varit infällbara, men av kostnadsskäl ersattes dessa av de fasta glosögon mitt på motorhuven som givit bilen dess engelska smeknamn ”frog-eye”.
Produktionen uppgick till 48 999 exemplar.

## Sprite Mk II (HAN6/HAN7) / MG Midget Mk I (GAN1/GAN2)
Våren 1961 modifierades bilen med helt ny front och akter. Framdelen fick nu ett mer ordinärt utseende än tidigare och bakdelen utrustades med låsbar bagagelucka och baklysen lånade från den snart lanserade MGB:n. Sittbrunnen förlängdes och fick ett utrymme bakom stolarna. Motorn behöll storleken på 948cc men uppdaterades med bl.a. större dubbla SU-förgasare och några fler hästkrafter. 
Från oktober 1962 infördes ett smärre antal uppdateringar: större motor på 1098cc, förstärkt växellåda, skivbromsar fram, uppdaterade bakbromsar och aningen förnyad inredning. Denna uppdaterade modell fick även plåtfälgar som saknade de borrade klassiska ventilationshålen från tidigare modeller. Midgeten ändrade med uppdateringen modellkod från GAN1 till GAN2 och Spriten ändrade från HAN6 till HAN7.
BMC höll vid den här tiden som bäst på att rationalisera sitt modellprogram med gemensamma karosser och komponenter över hela linjen. Därför fick Sprite nu en tvillingmodell i form av MG Midget, identisk så när som på kylargrillen samt kromlister på sidor och motorhuv. Inredningen skiljer i vissa detaljer av stolklädseln och instrument. I Spriten satt instrument från Smith och i Midgeten Jäger (dock tillverkade av Smith). De båda modellerna brukar omtalas gemensamt som ”Spridget”.
Produktionen uppgick till 31 665 Sprite och 25 681 Midget.

## Sprite Mk III (AN7/8) / MG Midget Mk II
I mars 1964 försågs bilen med ny frontruta, riktiga sidofönster i dörrarna och en ny instrumentbräda. Vägegenskaperna förbättrades genom att de kvartseliptiska bladfjädrarna bak byttes ut mot halveliptiska.
MG Midget var återigen i stort sett identisk med Spriten.
Produktionen uppgick till 25 905 Sprite och 26 601 Midget.

## Sprite Mk IV (AN9/10) / MG Midget Mk III
Från oktober 1966 fick bilen större motor och en mer lättmanövrerad sufflett. Hösten 1969 genomfördes en lätt ansiktslyftning, med nya fälgar och ny grill, gemensam med Midget.
BMC:s avtal med Donald Healey gick ut i slutet av 1970 och den nya ägaren British Leyland valde att inte förnya kontraktet. Därmed försvann märket Austin-Healey, efter 21 768 tillverkade Mk IV. De sista 1 022 Sprite-bilarna såldes under Austin-namnet i början av 1971.
Tvillingen Midget fortsatte tillverkas till 1974 i 86 623 exemplar. 

## Motor
Sprite (och därmed Midget) var försedd med BMC:s A-motor, trimmad med dubbla förgasare. Motorn växte i volym under hela sextiotalet.
| Modell | Motor              | Cylindervolym | Effekt | Bränslesystem       |
| ------ | ------------------ | ------------- | ------ | ------------------- |
| AN5    | 4-cyl radmotor ohv | 948 cm³       | 43 hk  | Dubbla SU förgasare |
| AN6    | 4-cyl radmotor ohv | 948 cm³       | 46 hk  | Dubbla SU förgasare |
| AN6    | 4-cyl radmotor ohv | 1098 cm³      | 56 hk  | Dubbla SU förgasare |
| AN7/8  | 4-cyl radmotor ohv | 1098 cm³      | 59 hk  | Dubbla SU förgasare |
| AN9/10 | 4-cyl radmotor ohv | 1275 cm³      | 65 hk  | Dubbla SU förgasare |